# Ganges (Hérault)
Ganges is een gemeente in het Franse departement Hérault (regio Occitanie). De plaats maakt deel uit van het arrondissement Lodève. Ganges telde op 1 januari 2022 3.854 inwoners.

## Geschiedenis

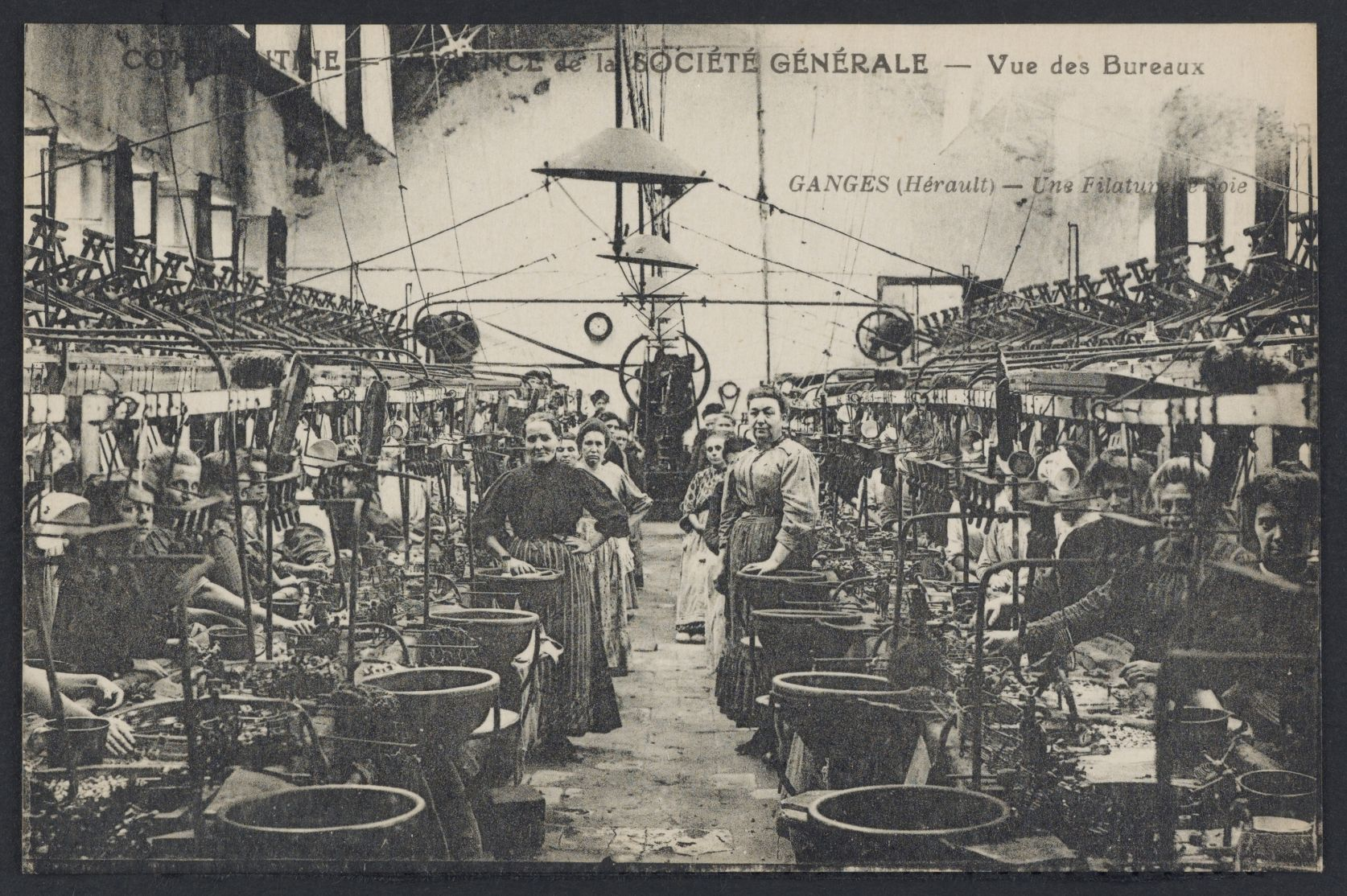
Een zijde-atelier in Ganges rond 1900

De kerk Saint-Pierre van Ganges werd voor het eerst vermeld in de 11e eeuw. Ganges was in de middeleeuwen een ommuurde stad, met vier stadspoorten: Porte du Bouquié, Porte de la Croix, Porte du Four en Porte de Laroque. Na de reformatie werd de katholieke kerk in 1561 afgebroken en vervangen door een protestantse. Met het Edict van Fontainebleau (1685) werden de rechten verleend aan de hugenoten ingetrokken. In 1686 werd de nieuwe katholieke kerk Saint-Pierre ingewijd.
In 1715 werd een werkplaats voor het vervaardigen van zijden kousen geopend; tot dan werkten de zijdewevers thuis. Tegen het einde van het ancien régime waren er 280 fabrikanten van zijde in Ganges die jaarlijks 150.000 paar kousen produceerden. Ook in de 19e eeuw bleef Ganges een centrum voor de productie van zijden kousen. Op 3 december 1906 brak er een staking uit in de zijdefabrieken van Ganges en omgeving: de werknemers, voornamelijk vrouwen, eisten een loonsverhoging. Na een staking van een maand bekwamen ze een opslag van 10 centimes per dag. Na de Tweede Wereldoorlog met de komst van nylonkousen ging deze industrietak teloor.
In 1851 kwam er opnieuw een protestantse kerk in Ganges. Het middeleeuwse kasteel in het centrum van de oude stad werd afgebroken in 1906 en in de plaats kwam een markthal.

## Geografie
De oppervlakte van Ganges bedroeg op 1 januari 2022 7,16 vierkante kilometer; de bevolkingsdichtheid was toen 538,3 inwoners per km². De gemeente ligt aan de Hérault, bij de samenvloeiingen met de Vis en de Rieutord.

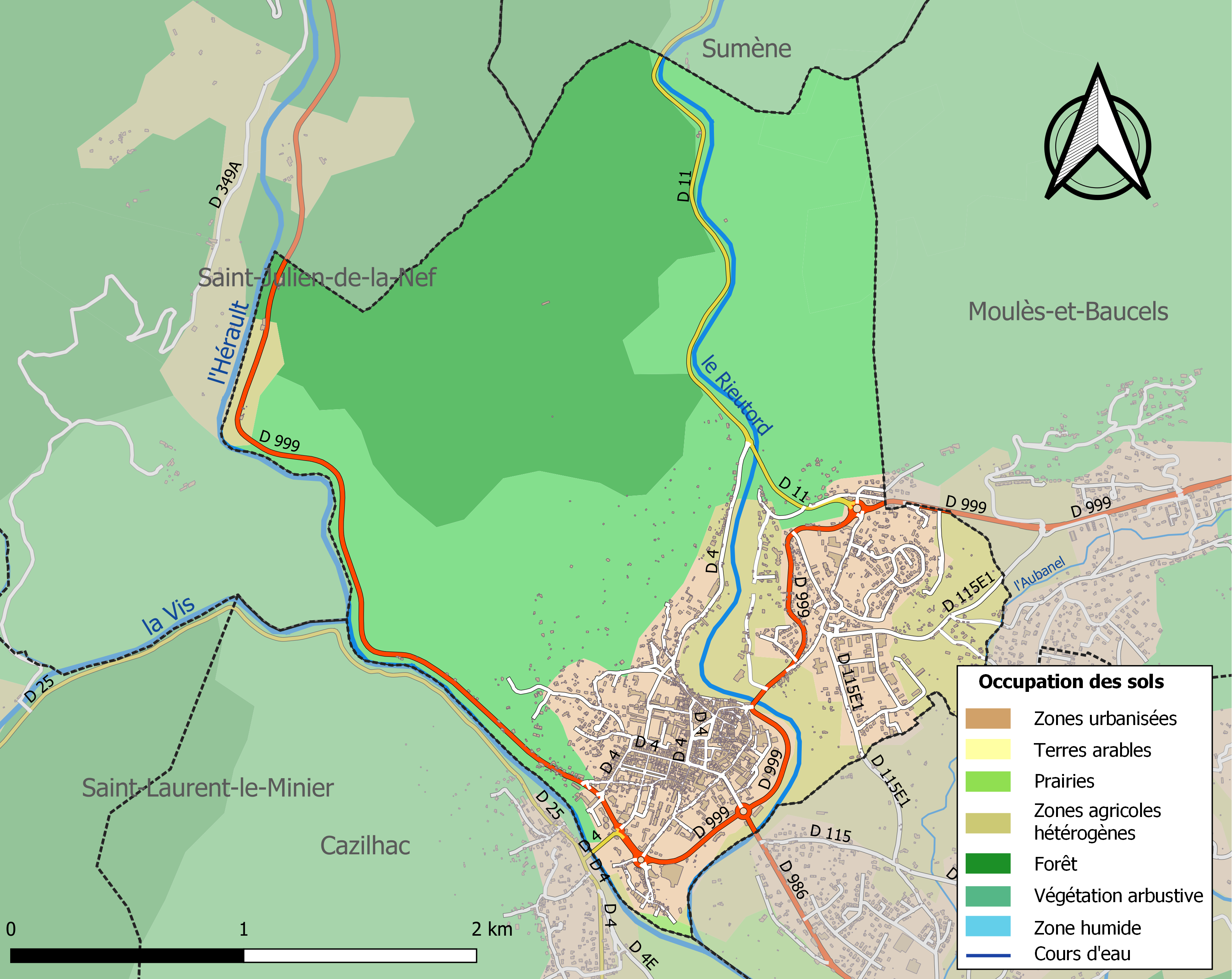
Kaart van de gemeente met belangrijkste infrastructuur, bodemgebruik en omliggende gemeenten

## Demografie
Onderstaande figuur toont het verloop van het inwonertal (bron: INSEE-tellingen).

## Geboren
- Antoine Fabre d'Olivet (1767-1825), dichter en filoloog
- Nicolas Cozza (1999), voetballer